# Burg Schlanstedt
Die Burg Schlanstedt, das heutige Schloss Schlanstedt, ist eine Wehranlage in der Straße Burg 1 am Südwestrand des Ortsteils Schlanstedt der Gemeinde Huy im Landkreis Harz in Sachsen-Anhalt.

## Geschichte
Die Burg wurde im 11. Jahrhundert von den Herren von Schlanstedt zum Schutz des Übergangs über das Große Bruch erbaut und wird 1267 erstmals erwähnt. Unter der Führung von Bischof Graf Albrecht von Wernigerode erwarb das Bistum Halberstadt Anfang des 14. Jahrhunderts die Burg für 600 Braunschweiger Mark von der Familie von Regenstein. Darauf folgte der Umbau der Rundburg zum Tafelgut durch die Halberstädter Bischöfe.
Von 1610 bis 1620 wurde die Kernburg erneut umgebaut und es entstand ein bis heute erhaltenes Renaissance-Schloss aus dem mittelalterlichen Kastell.
1650, nach dem Dreißigjährigen Krieg und dem Abzug der Schweden, wurde das Schloss an den Kurfürsten von Brandenburg und später dann an das königlich-preußische Domainenamt übertragen. Von 1836 bis 1946 war die Burg an die bekannte Saatzüchterfamilie Rimpau (1888 Wilhelm Rimpau) verpachtet. Nach dem Zweiten Weltkrieg waren auf der Burg Flüchtlingswohnungen eingerichtet.
Nachdem 1994 die Burg in den Besitz der Gemeinde Schlanstedt gekommen war, wurde der 24 Meter tiefe Brunnen im Innenhof wieder freigelegt. 2001 erwarb die Familie Blume-Brümmer die Burg und den Burggarten. Ab 2002 fanden Rückbauten und Renovierungen von Burg und Park statt sowie bauliche Sicherungsmaßnahmen.

## Heutige Nutzung

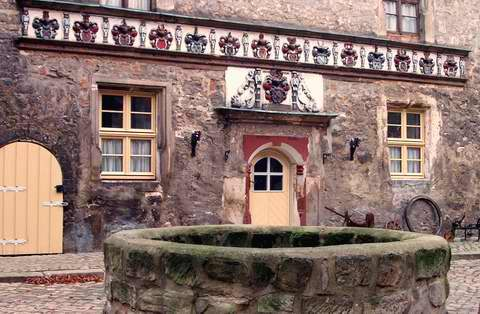
Burghof

Heute wird die Burg als Burgladen, Museum, Veranstaltungsort, Ausstellungsort, Aussichtsturm und Gaststätte genutzt. Es finden Besichtigungen, Führungen sowie Rittermahle statt und es besteht die Möglichkeit für Übernachtungen im Museum.

## Anlage
Von der ehemaligen Burganlage ist noch der 25 Meter hohe runde romanische Bergfried (mit Aussichtsplattform) aus dem 11. Jahrhundert mit einem Durchmesser von 8 Meter und einer Mauerstärke von 2,8 Meter erhalten, außerdem der Rest eines Torturms auf einer Grundfläche von 9 mal 9 Metern, ein 24 Meter tiefer Brunnen im Innenhof, sowie ein Verlies. Die Obergeschosse des Schlosses (Kernburg) mit trapezförmigem Grundriss sind teilweise mit Fachwerk ausgebaut.